# Igreja Evangélica Metodista Portuguesa
A Igreja Evangélica Metodista Portuguesa é uma igreja protestante de Portugal.

## História do metodismo em Portugal
A origem da Igreja Metodista em Portugal resultou do testemunho de dois leigos ingleses, Thomas Chegwin, em 1854, e James Cassels, dez anos mais tarde. Ambos foram responsáveis pela iniciação de pequenos grupos no estudo bíblico e na oração, adotando o modelo criado por John Wesley no seu sistema de classes.
Em 1868, foi construída a primeira capela Metodista em Vila Nova de Gaia, onde se celebraram os primeiros batismos infantis e cultos de Sagrada Comunhão. O crescimento do Metodismo, sob a liderança de Cassels, tornou-se evidente — e sucessivos apelos foram dirigidos à Sociedade Missionária Metodista, de Londres, solicitando o envio de um missionário para orientar este trabalho. O pedido acabou por ser atendido e um jovem ministro, Robert Hawkey Moreton, foi enviado em 1871.
Moreton era um homem prudente, que só recebia membros após um período de prova prolongada. Em poucos anos, a Igreja Metodista edificava a Igreja Metodista do Mirante, o seu primeiro lugar de culto na cidade do Porto, e lançava a sua grande cruzada educacional contra a grande taxa de analfabetismo através da abertura de Escolas Primárias. Entretanto, foram-se afirmando os futuros líderes espirituais da Igreja, sendo o Dr. Alfredo Henriques da Silva, que sucedeu a Moreton, o mais destacado, tendo expandido a obra da Igreja ao longo dos anos mais favoráveis da I República.
Entre 1920 e 1940, a Igreja Evangélica Metodista Portuguesa atravessou o seu período de expansão mais frutífero, recrutando membros de todas as classes sociais, aumentando o número das suas Escolas e confirmando-se como uma das mais dinâmicas e prestigiadas Igrejas Evangélicas do País. Durante esta era a Igreja editou várias publicações de boa qualidade espiritual e intelectual, a mais notável das quais foi o mensário "Portugal Evangélico", que é, ainda, a mais antiga publicação evangélica portuguesa em circulação.
O isolamento criado pela Segunda Guerra Mundial, uma ditadura prolongada, a falta de continuidade de liderança, quando Alfredo da Silva começou a envelhecer, e o pequeno número de pastores, originaram uma crise de liderança, que o Sínodo procurou resolver pedindo uma vez mais à Sociedade Missionária Metodista, apoio pastoral. Isto resultou no envio do Rev. Stanley G. Wood e, em 1954, do Rev. Albert Aspey, que durante 29 anos assumiu a liderança da Igreja. Ao longo deste tempo, floresceram novas áreas de trabalho, o número de ministros aumentou, a Igreja envolveu-se no movimento ecumênico e, embora forçada a fechar as suas Escolas Primárias, reorientou os seus programas sociais, concentrando-os noutras áreas e tipos de serviço à comunidade, tais como projetos de apoio às crianças e aos idosos.
Em 1984, a Igreja retornou à liderança nacional, quando o Rev. Ireneu da Silva Cunha foi eleito Superintendente-Geral e Presidente do Sínodo. No ano seguinte, o Sínodo, numa reunião em Aveiro, tomou a decisão de que a Igreja devia preparar-se para a sua autonomia. Com a aproximação do 125.º aniversário da chegada de Moreton ao Porto, e após uma consulta com a Sociedade Missionária Metodista, o Sínodo de 1994 deliberou redigir os necessários Estatutos e Regulamentos, e abordar a Conferência da Igreja Metodista da Grã-Bretanha com vista a assumir a autonomia como Igreja Evangélica Metodista em 1996 Estatutos da Igreja Evangélica Metodista Portuguesa.
A igreja recebe ajuda no envio de obreiros da Igreja Metodista do Brasil.

## Metodistas notáveis
- Thomas Chegwin
- James Cassels
- Robert Hawkey Moreton
- Alfredo Henriques da Silva
- Albert Aspey
- Ireneu da Silva